# Tương Bình Hiệp
Tương Bình Hiệp là một phường thuộc thành phố Thủ Dầu Một, tỉnh Bình Dương, Việt Nam.

## Địa lý
Phường Tương Bình Hiệp nằm ở phía tây bắc thành phố Thủ Dầu Một, có vị trí địa lý:
- Phía đông giáp phường Định Hòa và phường Hiệp An
- Phía tây giáp Thành phố Hồ Chí Minh
- Phía nam giáp phường Chánh Mỹ
- Phía bắc giáp phường Tân An.

Phường Tương Bình Hiệp có diện tích 5,21 km², dân số năm 2021 là 16.188 người, mật độ dân số đạt 3.107 người/km².

### Đất đai
Tương Bình Hiệp thuộc vùng đất bán trung du, có đất sét pha cát khá phì nhiêu do phù sa của sông Sài Gòn và nhiều rạch, suối nhỏ bồi đắp; do đó thích hợp cho việc trồng cây ăn trái, cây lương thực và các loại cây công nghiệp ngắn ngày.

### Khí hậu
Tương Bình Hiệp nằm trong khu vực gió mùa, nhiệt độ trung bình từ 25 °C đến 30 °C. Mỗi năm có hai mùa mưa nắng, mùa mưa từ tháng 5 đến cuối tháng 11, mùa nắng từ đầu tháng 12 đến cuối tháng 4; thiên nhiên đã ưu đãi cho vùng đất này có đủ điều kiện để phát triển cây trồng và vật nuôi.

### Thủy văn
Sông Sài Gòn chảy qua địa phận khu 1 và khu 2 của phường Tương Bình Hiệp khoảng 2 km. Sông Sài Gòn là đường giao thông thủy quan trọng, ranh giới tự nhiên, nguồn nước tưới bồi đắp thêm độ màu mỡ cho vùng đất ven sông. Bên cạnh con sông Sài Gòn, Tương Bình Hiệp còn có nhiều suối, rạch, mương len lỏi khắp ruộng vườn, như suối Giữa, suối Cát, rạch Nai, rạch Nhảy, rạch Ông Thành,... đã góp phần đáng kể cho sản xuất nông nghiệp và cân bằng môi trường sinh thái. Trong kháng chiến, du kích xã Tương Bình Hiệp dựa vào hệ thống suối rạch để chiến đấu và phục kích tiêu diệt địch, góp phần vào sự nghiệp giải phóng dân tộc.

## Hành chính
Phường Tương Bình Hiệp được chia thành 8 khu phố: 1, 2, 3, 4, 5, 6, 7, 8.

## Lịch sử
Dưới thời Pháp thuộc, địa bàn phường Tương Bình Hiệp hiện nay tương ứng với hai làng Tương Bình và Tương Hiệp thuộc tổng Bình Thổ, tỉnh Thủ Dầu Một.
Vào năm 1927, chính quyền thực dân Pháp sáp nhập hai làng Tương Bình và Tương Hiệp thành làng Tương Bình Hiệp thuộc tổng Bình Phú, quận Châu Thành, tỉnh Thủ Dầu Một. Làng Tương Bình Hiệp có 4 ấp: Tương Bình A, Tương Bình B, Tương Hiệp A, Tương Hiệp B.
Sau Cách mạng Tháng Tám năm 1945, các làng đổi thành xã, lúc này xã Tương Bình Hiệp có 4 ấp: 1, 2, 3, 4.
Đến tháng 8 năm 1948, Ủy ban kháng chiến hành chánh Nam Bộ quyết định thành lập thị xã Thủ Dầu Một gồm 2 xã Chánh Hiệp và Phú Cường thuộc huyện Châu Thành. Sau đó, thị xã được chia ra thành 3 hộ trung tâm và 2 xã với dân số khoảng 16 ngàn người. Lúc này, xã Tương Bình Hiệp thuộc huyện Châu Thành.
Đến tháng 7 năm 1967, để chuẩn bị cho đợt tổng tiến công và nổi dậy vào tết Mậu Thân (1968), Khu ủy quyết định cắt xã Phú Hòa của huyện Châu Thành giao về cho thị xã Thủ Dầu Một; tách xã Tân An và xã Tương Bình Hiệp giao cho huyện Bến Cát. Tháng 9 năm 1972 khi chuẩn bị cho đợt tổng tiến công chiến lược 1972, xã Tân An và xã Tương Bình Hiệp lại được trả về huyện Châu Thành. Đến tháng 9 năm 1973, xã Tân An và xã Tương Bình Hiệp một lần nữa được giao về cho huyện Bến Cát. Đến tháng 8 nằm 1975, xã Tân An và xã Tương Bình Hiệp lại được giao về cho thị xã Thủ Dầu Một.
Sau năm 1975, Tương Bình Hiệp là một xã thuộc huyện Châu Thành.
Ngày 11 tháng 3 năm 1977, huyện Châu Thành giải thể, xã Tương Bình Hiệp chuyển sang trực thuộc thị xã Thủ Dầu Một.
Ngày 10 tháng 12 năm 2003, Chính phủ ban hành Nghị định số 156/2003/NĐ-CP. Theo đó:
- Điều chỉnh 78 ha diện tích tự nhiên và 1.006 người của xã Định Hòa về xã Tương Bình Hiệp quản lý
- Thành lập xã Hiệp An trên cơ sở 144 ha diện tích tự nhiên và 3.571 người của xã Tương Bình Hiệp, 352 ha diện tích tự nhiên và 3.420 người của xã Tân An.

Sau khi điều chỉnh, xã Tương Bình Hiệp còn lại 587 ha diện tích tự nhiên và 11.343 người.
Ngày 9 tháng 6 năm 2008, Chính phủ ban hành Nghị định số 73/2008/NĐ-CP. Theo đó:
- Điều chỉnh 83,083 ha diện tích tự nhiên và 2.093 người của xã Tân An về xã Tương Bình Hiệp quản lý
- Điều chỉnh 138,738 ha diện tích tự nhiên và 3.305 người của xã Tương Bình Hiệp về phường Hiệp An mới thành lập.

Sau khi điều chỉnh, xã Tương Bình Hiệp còn lại 520,464 diện tích tự nhiên và 12.717 người.
Ngày 29 tháng 12 năm 2013, Chính phủ ban hành Nghị quyết số 136/NQ-CP. Theo đó, thành lập phường Tương Bình Hiệp trên cơ sở toàn bộ diện tích và dân số của xã Tương Bình Hiệp.
Sau khi thành lập, phường Tương Bình Hiệp có 520,46 ha diện tích tự nhiên và 13.352 người.

## Giao thông
Các tuyến đường chính trên địa bàn: 
- Đại lộ Bình Dương
- Nguyễn Chí Thanh
- Hồ Văn Cống
- Bùi Ngọc Thu
- Lê Chí Dân
- Phan Đăng Lưu
- Lò Lu
- Lê Văn Tách.

## Di tích
- Đình thần Tương Bình Hiệp
- Lò lu Đại Hưng

## Di sản văn hóa phi vật thể
- Làng nghề sơn mài